# 蘇銑
蘇銑，直隸省河間府交河縣（今属河北省）人，清朝政治人物、進士出身。

## 生平
順治三年，登進士，授衛輝府推官。順治九年，任山東道試監察御史，次年改山西巡按御史。順治十一年，任陝西布政使司參議、分守西寧道、陝西按察使司副使、固原兵備道。順治十六年，任廣東布政使司參政、分守嶺東道。康熙元年，任江西按察使。